# Memecylon pauciflorum
Memecylon pauciflorum là một loài thực vật có hoa trong họ Mua. Loài này được Blume mô tả khoa học đầu tiên năm 1851.